# Latina (singel Emmy Marrone)
Stupida allegria – singel Emmy Marrone, wydany 27 sierpnia 2020 i promujący album Fortuna. 
Utwór napisali i skomponowali Dario Faini, Edoardo D’Erme oraz Davide Petrella. Singel był notowany na 53. miejscu na włoskiej liście sprzedaży. 
Do utworu powstał teledysk, który wyreżyserowali Lorenzo Silvestri oraz Andrea Santaterra z duetu reżyserskiego Bendo.

## Lista utworów
- Digital download[4]

1. „Latina” – 3:23

## Notowania

### Pozycja na liście sprzedaży
| Kraj   | Notowanie (2020) | Najwyższa pozycja |
| ------ | ---------------- | ----------------- |
| Włochy | FIMI             | 53                |